# Temnocephala lamothei
Temnocephala lamothei is een platworm (Platyhelminthes). De worm is tweeslachtig. De soort leeft parasitair op of in mariene dieren.
Het geslacht Temnocephala, waarin de platworm wordt geplaatst, wordt tot de familie Temnocephalidae gerekend. Temnocephala lamothei werd in 2005 voor het eerst waargenomen in de Argentijnse provincie Misiones en in 2008 door Damborenea & Brusa wetenschappelijk beschreven. De worm is vernoemd naar de Mexicaan Marcos Rafael Lamothe-Argumedo.